# Red Café
Red Café, de son vrai nom Jermaine Denny,, né le 19 septembre 1976 à Brooklyn, New York, est un rappeur américain d'origine guyanienne. Il est connu pour avoir fait partie du label d'Akon, Konvict Muzik, de celui de Diddy, Bad Boy Records, et de celui de Ciroc Entertainment et DJ Clue, Desert Storm. Ce rappeur de la scène underground, assez méconnu hors des États-Unis, a également écrit des textes pour de nombreux rappeurs durant plusieurs années.

## Biographie
De parents guyaniens, Red Café grandit dans le quartier new-yorkais de Flatbush, à Brooklyn. Il est incarcéré durant quatre ans en 1992. À sa sortie, il rejoint le groupe Da Franchise, qui finit par signer sur Violator Records, avant que le groupe ne se sépare, faute de succès.
Il se lance sérieusement dans le rap à la fin des années 1990, se faisant appeler Red (le surnom de son père), ou parfois tout simplement R. Il signe au label Arista en 2003, au label Hoo-Bangin' Records de Capitol en 2005, année durant laquelle il enregistre un morceau, All Night Long, qui figure sur la bande originale du film Coach Carter, chez Universal (Konvict Muzik) en 2006, puis chez Interscope (Konvict Muzik) en 2007,, sans toutefois sortir d'album.
Il publie une mixtape avec DJ Envy, The Co-op, en 2007 (avec la participation de Remy Ma sur l'album, entre autres), et enregistre ensuite une chanson, Stick'm, faite pour la bande originale du jeu vidéo Grand Theft Auto IV. En 2009, il joue Primo, un rappeur freestyler lors d'un battle, pour le film Notorious B.I.G. basé sur la vie de Biggie Smalls. En 2011, il apparaît lors des évènements de l'Urban Wrestling Federation. Il sort ensuite une autre mixtape, Above the Cloudz, le 17 mars 2011, une année plus tard, Hell's Kitchen, le 13 janvier 2012, puis une autre le 12 décembre 2012, American Psycho (où figurent des featurings avec The Game, French Montana, Chief Keef Fabolous, Jeremih, T-Pain, Trey Songz, ou encore 2 Chainz, avec des productions de Young Chop, Reefa et Soundsmith entre autres).
Le 17 février 2014, Café publie sa mixtape American Psycho 2,. Le 29 juillet 2014, Café publie son dernier single intitulé Pretty Gang avec Fabolous. Red Café participe au nouvel album de Rick Ross, Black Market, publié le 4 décembre 2015, bien que non crédité.

## Discographie

### Album studio
- 2013 : ShakeDown
- 2016 : Dopegod

### Mixtapes
- 2006 : Hennessy and Haze
- 2007 : The Co-op (avec DJ Envy)[15]
- 2009 : Hottest in the Hood
- 2010 : No Witnesses
- 2011 : Above the Cloudz
- 2012 : Hells Kitchen
- 2012 : American Psycho

### Singles

#### En tant qu'artiste principal
| Titre                                                          | Année | Meilleure position | Meilleure position    | Meilleure position | Album                                       |
| Titre                                                          | Année | Billboard Hot 100  | Hot R&B/Hip-Hop Songs | Hot Rap Songs      | Album                                       |
| -------------------------------------------------------------- | ----- | ------------------ | --------------------- | ------------------ | ------------------------------------------- |
| All Night Long                                                 | 2005  | —                  | —                     | —                  | Coach Carter: Music from the Motion Picture |
| Bling Blaow (avec Fabolous)                                    | 2005  | —                  | 67                    | —                  | The Supplier                                |
| Diddy Bop                                                      | 2006  | —                  | 95                    | —                  | The Arm and Hammer Man                      |
| Dolla Bill (avec DJ Envy & Fabolous)                           | 2007  | —                  | —                     | —                  | The Co-Op                                   |
| Things You Do (Avec DJ Envy & Nina Sky)                        | 2007  | 115                | 106                   | —                  | The Co-Op                                   |
| Paper Touchin' (avec Fat Joe, Jadakiss & Fabolous)             | 2008  | —                  | —                     | —                  | Eviction Notice                             |
| Da Hottest in da Hood                                          | 2009  | —                  | 77                    | —                  | Pas sur un album                            |
| I'm Ill (avec Fabolous)                                        | 2010  | —                  | 74                    | —                  | ShakeDown                                   |
| Heart and Soul of New York (avec Pete Rock)                    | 2010  | —                  | —                     | —                  | ShakeDown                                   |
| Money Money Money (avec Diddy & Fabolous)                      | 2010  | —                  | 68                    | —                  | ShakeDown                                   |
| Faded (avec Rick Ross)                                         | 2011  | —                  | —                     | —                  | Above the Cloudz                            |
| Above the Cloudz                                               | 2011  | —                  | —                     | —                  | Above the Cloudz                            |
| We Get It On (Avec Omarion)                                    | 2011  | —                  | 95                    | —                  | Above the Cloudz                            |
| Fly Together (avec Ryan Leslie & Rick Ross)                    | 2011  | —                  | 44                    | 22                 | ShakeDown                                   |
| Let It Go (Dope Boy) (avec Diddy)                              | 2012  | —                  | 76                    | —                  | ShakeDown                                   |
| « — » Signifie que le single n'est pas classé dans les charts. |       |                    |                       |                    |                                             |

#### Collaboration
| Année | Chanson                             | Position dans les charts | Position dans les charts | Position dans les charts | Album      |
| Année | Chanson                             | Billboard Hot 100        | Hot R&B/Hip-Hop Songs    | Hot Rap Tracks           | Album      |
| ----- | ----------------------------------- | ------------------------ | ------------------------ | ------------------------ | ---------- |
| 2008  | Doin in da Club (Avec DJ King SamS) | —                        | —                        | —                        | U Never No |

#### Featurings sur single
| Année                                                                                     | Chanson                                                                      | Position dans les charts | Position dans les charts | Position dans les charts | Album                             |
| Année                                                                                     | Chanson                                                                      | Billboard Hot 100        | Hot R&B/Hip-Hop Songs    | Hot Rap Tracks           | Album                             |
| ----------------------------------------------------------------------------------------- | ---------------------------------------------------------------------------- | ------------------------ | ------------------------ | ------------------------ | --------------------------------- |
| 2008                                                                                      | Big Balla (Mack 10 avec Glasses Malone & Red Café)                           | —                        | —                        | 90                       | Soft White                        |
| 2009                                                                                      | Swagger (Grandmaster Flash avec Red Café, Snoop Dogg, MoU$e G & Lynn Carter) | —                        | —                        | —                        | The Bridge (Concept of a Culture) |
| 2009                                                                                      | Shooti (Duo Live avec Billionz, Joell Ortiz, Red Café, Uncle Murda & M.O.P.) | —                        | —                        | —                        | NBA 2K10 OST                      |
| 2009                                                                                      | Bigger Check (Beyond Belief avec Red Café)                                   | —                        | —                        | —                        | Bigger Checks (Maxi Single)       |
| 2012                                                                                      |                                                                              |                          |                          |                          |                                   |
| Function (Remix) (E-40 avec Problem, Young Jeezy, Chris Brown, French Montana & Red Café) | —                                                                            | —                        | —                        |                          |                                   |